# (6070) Rheinland
(6070) Rheinland ist ein Asteroid des Hauptgürtels, der am 10. Dezember 1991 vom deutschen Astronomen Freimut Börngen an der Thüringer Landessternwarte Tautenburg (IAU-Code 033) im Tautenburger Wald in Thüringen entdeckt wurde.
Der Himmelskörper gehört zur Nysa-Gruppe, einer nach (44) Nysa benannten Gruppe von Asteroiden (auch Hertha-Familie genannt nach (135) Hertha).
Benannt wurde er nach dem Rheinland, einer Kulturlandschaft am deutschen Mittel- und Niederrhein.